# 銀座カラー
銀座カラー（ぎんざカラー）は、日本の脱毛サロン。

## 沿革
1993年5月に設立した株式会社エム・シーネットワークスジャパンが運営し、2020年4月期に店舗数が50となる。新型コロナウイルス感染症蔓延の影響で休業店舗が増加するなど事業環境が悪化し、2023年12月15日に東京地裁へ自己破産を申請し、同日に破産手続き開始決定を受けた。

## CM

### 出演者
- 藤ヶ谷太輔（Kis-My-Ft2）（2016年3月1日 -）[3]
- 吉沢亮・川栄李奈（2018年1月17日 -）[4]
- 山本舞香・小関裕太（2020年1月5日 -）[5]

### CMソング
- MU-CHU-DE 恋してる（Kis-My-Ft2）（2016年3月1日 -）[6]

## その他
暗闇ボクシングフィットネススタジオを運営するb-monsterは、エム・シーネットワークスジャパンが設立した。b-monster代表取締役CEO塚田美樹と取締役副社長塚田眞琴は、エム・シーネットワークスジャパン代表塚田啓子の娘である。2024年1月19日に株式会社ワールドフィットへ事業譲渡した。